# Campeonato Mundial de Ciclismo em Pista de 1922
O Campeonato Mundial UCI de Ciclismo em Pista de 1922 foi o Campeonato Mundial de ciclismo de pista. As qualificações ocorreram em Liverpool, no Reino Unido e as finais em Paris, na França, de 19 de julho a 17 de setembro de 1922. Três provas masculinas foram disputadas, duas de profissionais e uma de amador.

## Sumário de medalhas

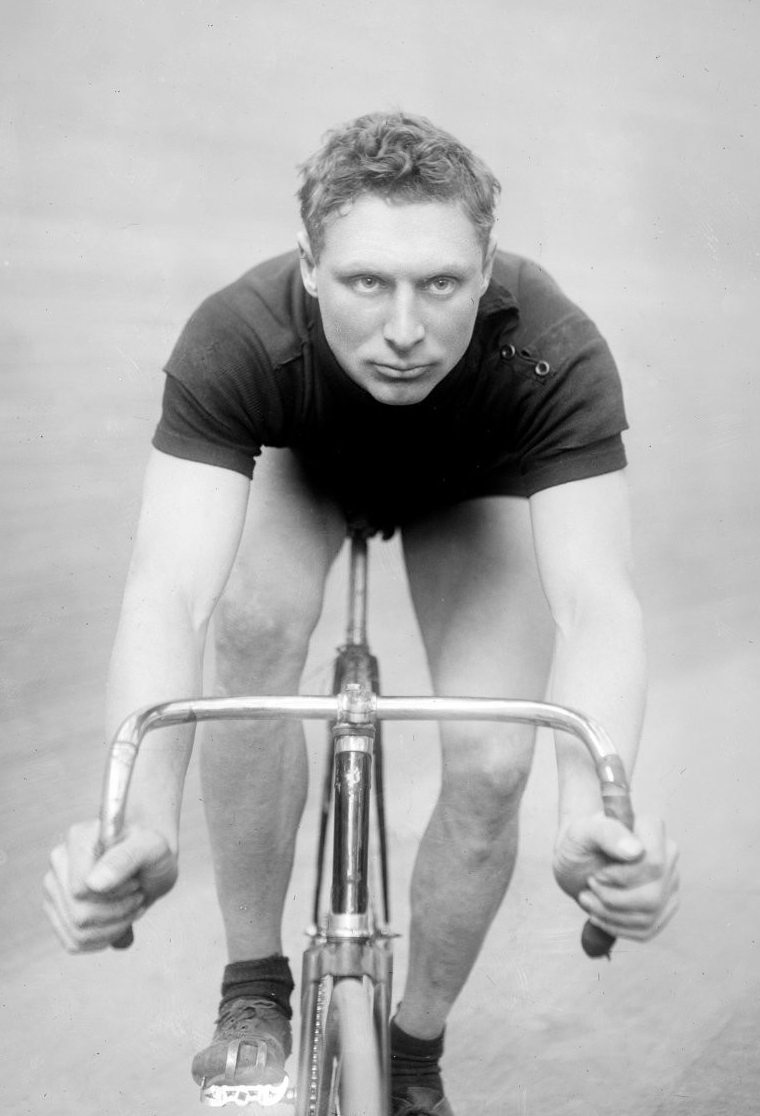
Piet Moeskops ciclista profissional da Holanda vencedor da prova de velocidade

| Eventos profissionais masculinos |                               |                                 |                               |
| Velocidade individual            | Piet Moeskops · Países Baixos | Robert Spears · Austrália       | Aloïs De Graeve · Bélgica     |
| Motor-paced                      | Léon Vanderstuyft · Bélgica   | Paul Suter · Suíça              | Gustave Ganay · França        |
| Evento amador masculino          |                               |                                 |                               |
| Velocidade individual            | Thomas Johnson · Reino Unido  | Maurice Peeters · Países Baixos | William Ormston · Reino Unido |

## Quadro de medalhas
| Ordem | País          | Medalha de ouro | Medalha de prata | Medalha de bronze | Total |
| ----- | ------------- | --------------- | ---------------- | ----------------- | ----- |
| 1     | Países Baixos | 1               | 1                | 0                 | 2     |
| 2     | Bélgica       | 1               | 0                | 1                 | 2     |
| -     | Reino Unido   | 1               | 0                | 1                 | 2     |
| 4     | Austrália     | 0               | 1                | 0                 | 1     |
| -     | Suíça         | 0               | 1                | 0                 | 1     |
| 6     | França        | 0               | 0                | 1                 | 1     |